# Wael Badr
Wael Badr el-Sayed Kheder (in arabo وائل بدر‎?; Giza, 1º dicembre 1978) è un ex cestista e allenatore di pallacanestro egiziano.

## Carriera
Con l'Egitto ha disputato i Campionati mondiali del 2014 e tre edizioni dei Campionati africani (2007, 2009, 2013).

## Palmarès

### Giocatore
- Egyptian Basketball Super League: 3

Al Gezira Cairo: 2010-11
Sporting Alessandria: 2012-13, 2014-15